# Didrick Gercken
Didrick Gercken (også Didrik, Diederich) (1692 i Bremen – 1748 i København) var en dansk billedhugger af en gammel bremensk sten- og billedhuggerslægt. Både som stenhugger og som billedhugger udfoldede Gercken en betydelig virksomhed, navnlig i hoffets tjeneste: på Hørsholm, ved opførelsen af Fredensborg Slot, på det gamle Københavnske Slot, da dette ombyggedes af Frederik IV, og senere på Christiansborg, da dette opførtes af Christian VI.
Gercken var både en anset og velhavende mand. Han led dog store økonomiske tab under Københavns brand 1728, da han havde penge stående i adskillige nedbrændte ejendomme.
Meget af Gerckens arbejde er i dag forsvundet. Af det tilbageværende kan nævnes Frederik IV
og Anna Sophie Reventlows sarkofager i Roskilde Domkirke, Frederik IV’s Buste over indgangen til Fredensborg Slotskirke og det gamle alter i Helligåndskirken i København. Sammen med Just Wiedewelt udførte Gercken altertavlen i Garnisons Kirke. Hans marmordøbefont fra 1731 bruges nu igen i Trinitatis Kirke.
Han er begravet ved Reformert Kirke.